# Yan Yu (germà de Yan Baihu)
|  | Per altres persones anomenades igual, vegeu Yan Yu. |

En aquest nom xinès, el cognom és Yan.
Yan Yu (mort l'any 196 EC) va ser el germà menor de Yan Baihu, un senyor de la guerra durant el període de la tardana Dinastia Han Oriental de la història xinesa. Yan Yu va ser fer d'enviat de pau quan Yan Baihu va ser atacat per Sun Ce. Durant les negociacions ell va proposar la divisió de Jiangdong però va ser assassinat per un Sun Ce enfuriat. Yu va ser ben conegut i respectat com un ferotge guerrer.

## Lluitant contra Sun Ce
Després que Sun Ce va derrotar a Liu Yao, Inspector de la Província de Yang, aquest va dirigir un exèrcit en contra de la Comandància de Wu.
Yan Yu va ser manat al Pont Auró per dividir en dos l'avanç de Sun Ce. La posició de Yan Yu no va ser mantinguda durant molt temps, ell es retiraria a Wu després d'una breu lluita. Les forces de Sun Ce van envoltar la ciutat i començaren un setge. En el tercer dia, Yan Baihu va decidir de demanar la pau i en va manar-hi a Yan Yu com a ambaixador. Yan Yu fou executat quan en va proposar dividir Jiangdong entre els dos senyors de la guerra. Sun Ce envià de tornada el cap de Yan Yu a Yan Baihu.